# RTSH
RTSH(알바니아어: Radio Televizioni Shqiptar 라디오 텔레비지오니 슈치퍼타르) 혹은 알바니아 방송 협회는 알바니아의 라디오와 텔레비전 방송이다.

## 텔레비전 채널
- RTSH 1
- RTSH 2
- RTSH HD
- RTSH Sport
- RTSH Muzikë
- RTSH Art
- RTSH Sat

## 라디오 방송국
- Radio Tirana
- Radio Tirana 2
- Radio Tirana 3